# Babečki rajon
Babečki rajon (azerski: Babək rayonu), do 1978. Nahičevanski rajon je jedan od 66 azerbajdžanskih rajona. Babečki rajon se nalazi na jugozapadu Azerbajdžana unutar Nahičevanske Autonomne Republike na granici s Armenijom i Iranom. Središte rajona je Babek. Površina Babečkog rajona iznosi 902 km². Prema popisu stanovništva Babečki rajon ima oko 74.300 stanovnika.
Babečki rajon se sastoji od 40 općina.